# Paulina Appenszlak
Paulina Appenszlak, z domu Jamajka, pseud. Colombina (ur. ok. 1900, zm. 1976 w Izraelu) – polska i izraelska feministka, dziennikarka, publicystka, tłumaczka i poetka żydowskiego pochodzenia.

## Życiorys
Urodziła się około 1900 roku, prawdopodobnie w Warszawie. Była założycielką i redaktorką naczelną polskojęzycznego pisma „Ewa”, skierowanego do Żydówek, wydawanego w Warszawie od 1928 przez pięć kolejnych lat. Zadebiutowała w 1919 r. w warszawskim „Tygodniku Nowym”. Pod swoim panieńskim nazwiskiem publikowała autorskie wiersze i przekłady literackie, a w kolumnie Miniatury Colombiny ukazywały się jej krótkie felietony. Teksty jej autorstwa ukazywały się w kolejnych latach na łamach pism takich jak „Diwrej Akiba” czy „Nasz przegląd”. Była cenioną tłumaczką, która współpracowała m.in. z wydawnictwem Safrus, prowadzącym serię „Biblioteka Pisarzy Żydowskich”, w której popularyzowało literaturę hebrajską i jidysz. W swoich tekstach namawiała Żydówki do korzystania z czynnego prawa wyborczego i walki o miejsca w parlamencie oraz przestrzeni publicznej. Na łamach „Ewy” prowadziła także kampanię świadomego macierzyństwa.
W 1934 r., Paulina wraz z mężem podjęli się próby utworzenia wspólnej trybuny dla starszych i młodszych pisarzy polsko-żydowskich. Mimo że na łamach nowo powstałego tygodnika „Lektura” ukazywały się teksty uznanych autorek i autorów, pismo wkrótce zamknięto.
Jej mężem był Jakub Appenszlak, dziennikarz, krytyk literackiego i jeden z głównych redaktorów syjonistycznego „Naszego Przeglądu”. Sama także należała do redakcji dziennika i pisywała artykuły na temat równouprawnienia kobiet w społeczności żydowskiej. Po wybuchu II wojny światowej, będąc w separacji z mężem, 4 września razem z synem Henrykiem udało jej się uciec z Warszawy i ostatecznie przedostać do Palestyny. Tam starała się nawiązać do swojej działalności w Polsce i została dziennikarką pisma „Olam Ha-Isha”.
W 1946 r. w Izraelu wydano jej powieść o Januszu Korczaku, przetłumaczoną później na język jidysz i hiszpański. Po śmierci Jakuba sformalizowała związek z dziennikarzem sportowym, Zygmuntem Fogielem. Jej syn Henryk, chemik wykształcony na Uniwersytecie Hebrajskim w Jerozolimie, porucznik armii izraelskiej, zginął podczas służby 14 maja 1949 r.